# Cementerio de Cathays
El Cementerio de Cathays (inglés: Cathays Cemetery) es uno de los principales cementerios de Cardiff, Gales en el Reino unido. Se encuentra en el distrito Cathays de la ciudad, a unos 1,5 kilómetros al norte del centro de la ciudad de Cardiff. Es uno de los cementerios más grandes del Reino Unido.
El cementerio fue inaugurado en 1859 y originalmente tenía dos capillas: una anglicana y la otra "no conformista",  y cada una con su propia puerta de acceso. El cementerio tiene una sección católica con una capilla de dicha confesión que se construyó más tarde.